# فسيفولود رومانينكو
فسيفولود رومانينكو (بالأوكرانية: Романенко Всеволод Вадимович)‏ هو لاعب كرة قدم أوكراني في مركز حراسة المرمى، ولد في 24 مارس 1977 في إيفانو-فرانكيفسك في أوكرانيا. شارك مع منتخب أوكرانيا تحت 21 سنة لكرة القدم. أما مع النوادي، فقد لعب مع دينامو كييف ونادي إيليتشيفيتس ماريوبول ونادي تافريا سيمفروبول ونادي فولين لوتسك ونادي كارباتي لفيف.

## وصلات خارجية
- فسيفولود رومانينكو على موقع اتحاد أوكرانيا (الإنجليزية)
- فسيفولود رومانينكو على موقع قاعدة بيانات كرة القدم.إي يو (الإنجليزية)
- فسيفولود رومانينكو على موقع Soccerway.com (الإنجليزية)